# ФК Ботев 2002
ФК „Ботев 2002“ е българска футболна школа, основана през 2002 година в Пловдив за развитие на местния детски и юношески футбол. Собственик е Андрей Павлов. Ботев 2002 не поддържа мъжки състав.
ФК „Ботев 2002“ се състои от няколко гарнитури по възрастов показател – деца и юноши.
За провеждане на тренировъчен процес клубът ползва теренът на „Гагарин БТ“. Официалните срещи се провеждат на основната база в с. Катуница или на тренировъчното игрище.
Основните цветове на клуба са жълто и черно.
През лятото на 2010 г. Ботев 2002 се слива с школата на Ботев (Пловдив) и участва в Елитната юношеска група до 19 г.

## Постижения
- Второ място на юношите младша възраст през сезон 2003/2004
- Победа на детския футболен турнир на Асоциацията на българските футболисти на стадион „Пловдив“ през 2005 г.
- Трето място на юноши старша възраст през сезон 2004/2005

## История
- 2002 г. – ФК „БОТЕВ 2002“ ПЛОВДИВ е основан.
- 2004 г. – формира се отборът ФК „БОТЕВ 2002“ ПЛОВДИВ родени 94/95 г.
- 2005 г. – ФК „БОТЕВ 2002“ ПЛОВДИВ 94/95 г. играе първия си официален мач.
- 2005 г. – Набор 92 на ФК „БОТЕВ 2002“ печели 4-то място в Чехия
- 2011 г. – Набор 92/93 на ФК „БОТЕВ 2002“ завършва на 7-о място в Елитна юношеска група до 19 години

## Ръководство
- Генерален спонсор: г-н А̀ндрей Павлов
- Екипировка: г-н Андрей Павлов, г-н Митко Джоров
- Президент: г-н Андрей Павлов
- Старши треньор: г-н Митко Джоров
- Старши треньор: г-н Стефан Стоянов